# Persone di nome Daniel/Attori
| Questa pagina contiene informazioni ricavate automaticamente dalle voci biografiche con l'ausilio del template Bio e di un bot. L'aggiornamento è periodico e automatico e ricostruisce completamente la pagina. Se manca una persona in questa lista, sei pregato di non aggiungerla, ma accertati piuttosto che la sua voce biografica contenga il template Bio e che i dati anagrafici siano correttamente compilati. Se il template Bio manca, inseriscilo tu stesso o, in alternativa, metti l'avviso {{tmp\|Bio}} che ne segnala la mancanza. Se i dati riportati sono sbagliati, correggi direttamente la voce biografica; le modifiche saranno visibili in questa lista entro pochi giorni. Per chiarimenti vedi il progetto antroponimi. La lista contiene solo le 135 persone che sono citate nell'enciclopedia e per le quali è stato implementato correttamente il template Bio. Pagina aggiornata al 6 ago 2025. |

Questa è una lista di persone presenti nell'enciclopedia che hanno il nome Daniel e sono attori.

## A(6)
- Daniel Adegboyega, attore nigeriano (Lagos, n. 1979)
- Danny Aiello, attore statunitense (New York, n. 1933 - New Jersey, † 2019)
- Daniel Anthony, attore britannico (Birmingham, n. 1987)
- Daniel Auteuil, attore e regista francese (Algeri, n. 1950)
- Daniel Axt, attore, doppiatore e cantante tedesco (Hannover, n. 1991)
- Dan Aykroyd, attore, cantautore e sceneggiatore canadese (Ottawa, n. 1952)

## B(16)
- Daniel Baldwin, attore statunitense (Massapequa, n. 1960)
- Daniel von Bargen, attore statunitense (Cincinnati, n. 1950 - Montgomery, † 2015)
- Dan Barton, attore statunitense (Chicago, n. 1921 - Sherman Oaks, † 2009)
- Dan Benson, attore statunitense (Springfield, n. 1987)
- Daniel Benzali, attore brasiliano (Rio de Janeiro, n. 1950)
- Daniel Beretta, attore e doppiatore francese (Audincourt, n. 1946 - Ajaccio, † 2024)
- Daniel Berlioux, attore e regista francese
- Daniel Bernhardt, attore, artista marziale e modello svizzero (Ittigen, n. 1965)
- Callum Blue, attore britannico (Londra, n. 1977)
- Daniel Boys, attore inglese (Yateley, n. 1979)
- Daniel Brochu, attore e doppiatore canadese (Montréal, n. 1970)
- Daniel Brocklebank, attore britannico (Stratford-upon-Avon, n. 1979)
- Daniel Brühl, attore tedesco (Barcellona, n. 1978)
- Dan Bucatinsky, attore, sceneggiatore e produttore televisivo statunitense (New York, n. 1965)
- Dan Butler, attore statunitense (Huntington, n. 1954)
- Dan Byrd, attore statunitense (Marietta, n. 1985)

## C(10)
- Daniel Casey, attore britannico (Stockton-on-Tees, n. 1972)
- Dan Castellaneta, attore e doppiatore statunitense (Chicago, n. 1957)
- Daniel Ceccaldi, attore, scrittore e regista teatrale francese (Meaux, n. 1927 - Parigi, † 2003)
- Daniel Chatto, attore britannico (Londra, n. 1957)
- Daniel Clark, attore statunitense (Chicago, n. 1985)
- Danny Cooksey, attore e cantante statunitense (Moore, n. 1975)
- Daniel Cosgrove, attore statunitense (New Haven, n. 1970)
- Ronny Cox, attore e musicista statunitense (Cloudcroft, n. 1938)
- Daniel Craig, attore britannico (Chester, n. 1968)
- Daniel Cudmore, attore canadese (Squamish, n. 1981)

## D(8)
- Daniel Davis, attore statunitense (Gurdon, n. 1945)
- Daniel Day-Lewis, attore britannico (Londra, n. 1957)
- Danny DeVito, attore e regista statunitense (Neptune, n. 1944)
- Daniel Di Tomasso, attore canadese (Montréal, n. 1983)
- Daniel DiMaggio, attore statunitense (Los Angeles, n. 2003)
- Daniel Doheny, attore canadese (Vancouver, n. 1991)
- Daniel Durant, attore statunitense (Detroit, n. 1989)
- Daniel Duval, attore, regista e sceneggiatore francese (Vitry-sur-Seine, n. 1944 - Parigi, † 2013)

## E(3)
- Daniel Emilfork, attore cileno (Providencia, n. 1924 - Parigi, † 2006)
- Daniel Escobar, attore statunitense (n. 1954 - Los Angeles, † 2013)
- Daniel Evans, attore, regista teatrale e direttore artistico britannico (Rhondda, n. 1973)

## F(9)
- Daniel Faraldo, attore e sceneggiatore statunitense (n. 1949)
- Daniel Feuerriegel, attore australiano (Sydney, n. 1981)
- Daniel Filho, attore, regista e produttore cinematografico brasiliano (Rio de Janeiro, n. 1937)
- Dan Fitzgerald, attore statunitense (Oshkosh, n. 1928 - Miami, † 2017)
- Daniel Flaherty, attore statunitense (Glen Rock, n. 1993)
- Daniel Francis, attore britannico
- Daniel Franzese, attore statunitense (Bensonhurst, n. 1978)
- Dan Frazer, attore statunitense (New York, n. 1921 - New York, † 2011)
- Dan Futterman, attore, sceneggiatore e produttore televisivo statunitense (Silver Spring, n. 1967)

## G(10)
- Daniel Gerroll, attore britannico (Londra, n. 1951)
- Daniel Gilfether, attore statunitense (Boston, n. 1849 - Long Beach, † 1919)
- Daniel Gillies, attore e regista canadese (Winnipeg, n. 1976)
- Daniel Giménez Cacho, attore spagnolo (Madrid, n. 1961)
- Danny Glover, attore e attivista statunitense (San Francisco, n. 1946)
- Daniel Goddard, attore e modello australiano (Sydney, n. 1971)
- Danny Goldman, attore e doppiatore statunitense (New York, n. 1939 - Los Angeles, † 2020)
- Daniel Greene, attore statunitense (Miami, n. 1960)
- Danny Griffin, attore e modello britannico (Londra, n. 1997)
- Daniel Gélin, attore francese (Angers, n. 1921 - Parigi, † 2002)

## H(7)
- Pat Harrington Jr., attore statunitense (New York, n. 1929 - Los Angeles, † 2016)
- Dean Harrington, attore, doppiatore e stuntman statunitense (San Francisco, n. 1948)
- Dan Hedaya, attore statunitense (New York, n. 1940)
- Daniel Henney, attore e modello statunitense (Carson City, n. 1979)
- Daniel Henshall, attore australiano (Sydney, n. 1982)
- Danny Huston, attore e regista statunitense (Roma, n. 1962)
- Daniel Huttlestone, attore britannico (Havering, n. 1999)

## I(2)
- Daniel Ings, attore britannico (Wiltshire, n. 1985)
- Daniel Ivernel, attore francese (Versailles, n. 1918 - Parigi, † 1999)

## J(2)
- Daniel Jenkins, attore statunitense (New York, n. 1963)
- Danny John-Jules, attore, cantante e ballerino inglese (Londra, n. 1960)

## K(4)
- Daniel Kaluuya, attore e sceneggiatore britannico (Londra, n. 1989)
- Daniel Hugh Kelly, attore statunitense (Elizabeth, n. 1952)
- Daniel Dae Kim, attore e produttore televisivo sudcoreano (Busan, n. 1968)
- Daniel Knight, attore e produttore cinematografico statunitense

## L(8)
- Daniel Lapaine, attore australiano (Sydney, n. 1971)
- Daniel Lasker, attore e regista zimbabwese (Bulawayo, n. 1999)
- Daniel Curtis Lee, attore e rapper statunitense (Clinton, n. 1991)
- Dan Levy, attore, produttore televisivo e sceneggiatore canadese (Toronto, n. 1983)
- Danny Lockin, attore, cantante e ballerino statunitense (Lanai, n. 1943 - Anaheim, † 1977)
- Daniel Logan, attore neozelandese (Auckland, n. 1987)
- Daniel London, attore statunitense (Pittsburgh, n. 1973)
- Daniel Lundh, attore e scrittore francese (Malmö, n. 1994)

## M(10)
- Daniel Magder, attore canadese (Toronto, n. 1991)
- Daniel Martín, attore spagnolo (Cartagena, n. 1935 - Saragozza, † 2009)
- Dani Martín, attore e cantante spagnolo (Alcobendas, n. 1977)
- Daniel Maslany, attore canadese (Regina, Saskatchewan, n. 1988)
- Daniel Massey, attore britannico (Londra, n. 1933 - Londra, † 1998)
- Danny Masterson, attore statunitense (Long Island, n. 1976)
- Daniel Mays, attore britannico (Epping, n. 1978)
- Danny McBride, attore, sceneggiatore e produttore cinematografico statunitense (Statesboro, n. 1976)
- Daniel McVicar, attore statunitense (Independence, n. 1958)
- Danny Miller, attore britannico (Stockport, n. 1991)

## O(3)
- Dan O'Herlihy, attore irlandese (Wexford, n. 1919 - Malibù, † 2005)
- Daniel Olbrychski, attore e stuntman polacco (Łowicz, n. 1945)
- Daniel Ross Owens, attore statunitense (Franklin, n. 1983)

## P(10)
- Daniel Padilla, attore e cantante filippino (Manila, n. 1995)
- Dan Payne, attore canadese (Victoria, n. 1972)
- Daniel Peacock, attore, scrittore e regista britannico (Londra, n. 1958)
- Daniel Percival, attore britannico (Leeds, n. 1979 - † 2024)
- Daniel Pilon, attore canadese (Montréal, n. 1940 - Montréal, † 2018)
- Danny Pino, attore statunitense (Miami, n. 1974)
- Danny Pintauro, attore statunitense (Milltown, n. 1976)
- Daniel Portman, attore britannico (Glasgow, n. 1992)
- Daniel Prévost, attore, comico e cantante francese (Garches, n. 1939)
- Danny Pudi, attore e regista statunitense (Chicago, n. 1979)

## R(5)
- Daniel Radcliffe, attore britannico (Londra, n. 1989)
- Daniel Rigby, attore e comico britannico (Stockport, n. 1982)
- Daniel Roebuck, attore statunitense (Bethlehem, n. 1963)
- Dani Rovira, attore, cabarettista e comico spagnolo (Malaga, n. 1980)
- Daniel Ryan, attore e scrittore britannico (Regno Unito, n. 1968)

## S(8)
- Daniel Sea, attore statunitense (Santa Monica, n. 1977)
- Daniel Sharman, attore britannico (Londra, n. 1986)
- Daniel Stern, attore statunitense (Bethesda, n. 1957)
- Dan Stevens, attore britannico (Croydon, n. 1982)
- Danny Strong, attore, sceneggiatore e regista statunitense (Manhattan Beach, n. 1974)
- Jason Sudeikis, attore, comico e sceneggiatore statunitense (Fairfax, n. 1975)
- Daniel Sunjata, attore statunitense (Evanston, n. 1971)
- D. B. Sweeney, attore statunitense (New York, n. 1961)

## T(3)
- Daniel Tay, attore statunitense (New York, n. 1991)
- Daniel Tovar, attore messicano (Città del Messico, n. 1989)
- Daniel Truhitte, attore statunitense (Sacramento, n. 1943)

## V(2)
- Daniel Villarreal, attore statunitense (n. 1960)
- Daniel Vivian, attore bosniaco (Foča, n. 1963)

## W(6)
- Daniel Watterson, attore neozelandese (Wellington, n. 1991)
- Daniel Webber, attore australiano (Gosford, n. 1988)
- Dan White, attore statunitense (Falmouth, n. 1908 - Tampa, † 1980)
- Larry the Cable Guy, attore e comico statunitense (Pawnee City, n. 1963)
- Danny Woodburn, attore statunitense (Filadelfia, n. 1964)
- Daniel Wu, attore statunitense (Berkeley, n. 1974)

## Z(3)
- Daniel Zillmann, attore, doppiatore e cantante tedesco (Berlino Ovest, n. 1981)
- Daniel Zolghadri, attore statunitense (California, n. 1999)
- Daniel Zovatto, attore costaricano (San José, n. 1991)